# چاشنی

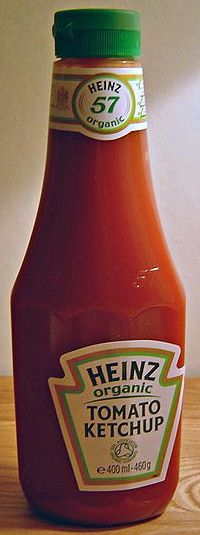
سس گوجه‌فرنگی

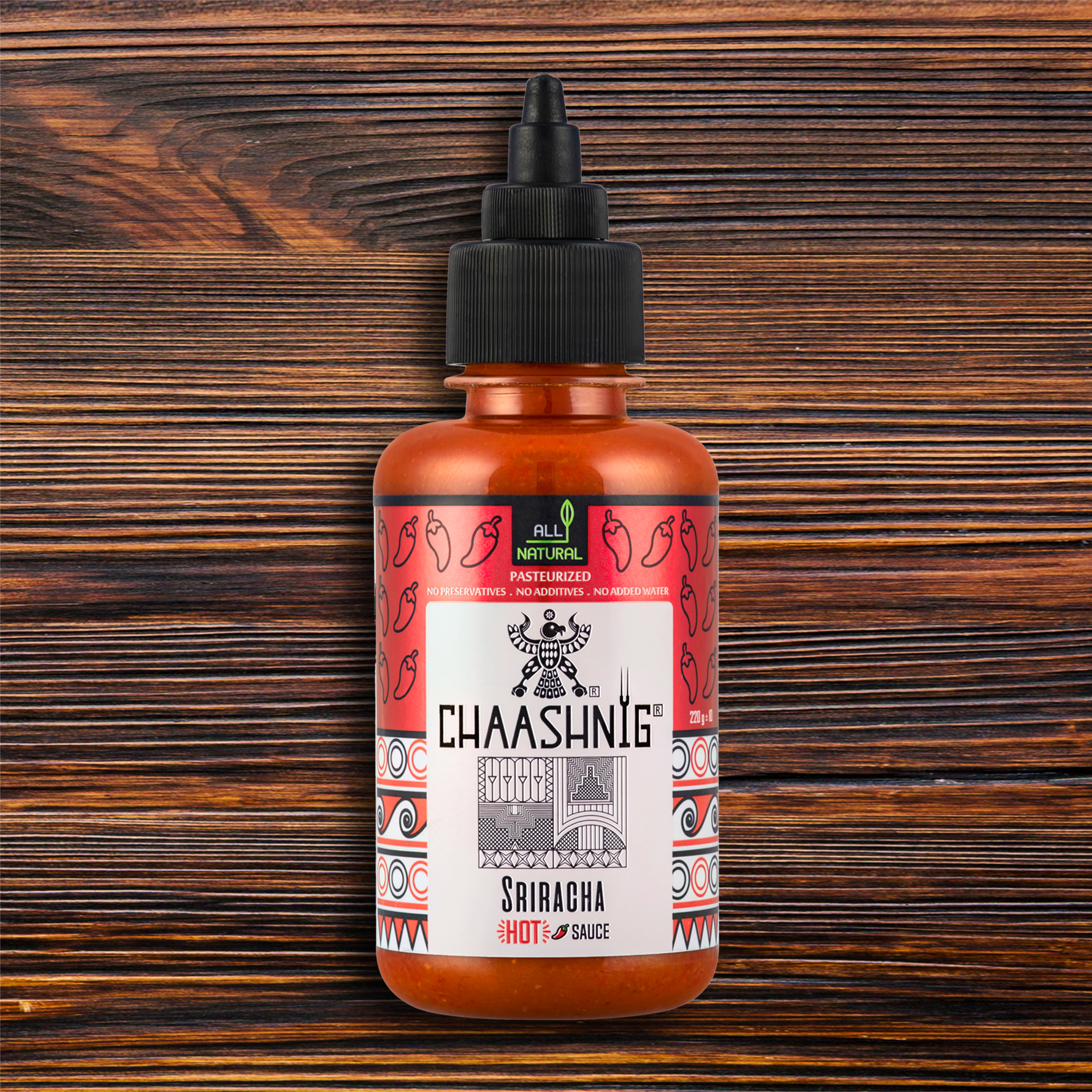
سس چاشنیگ سیراچا، نخستین سس سیراچای ساخته شده در ایران

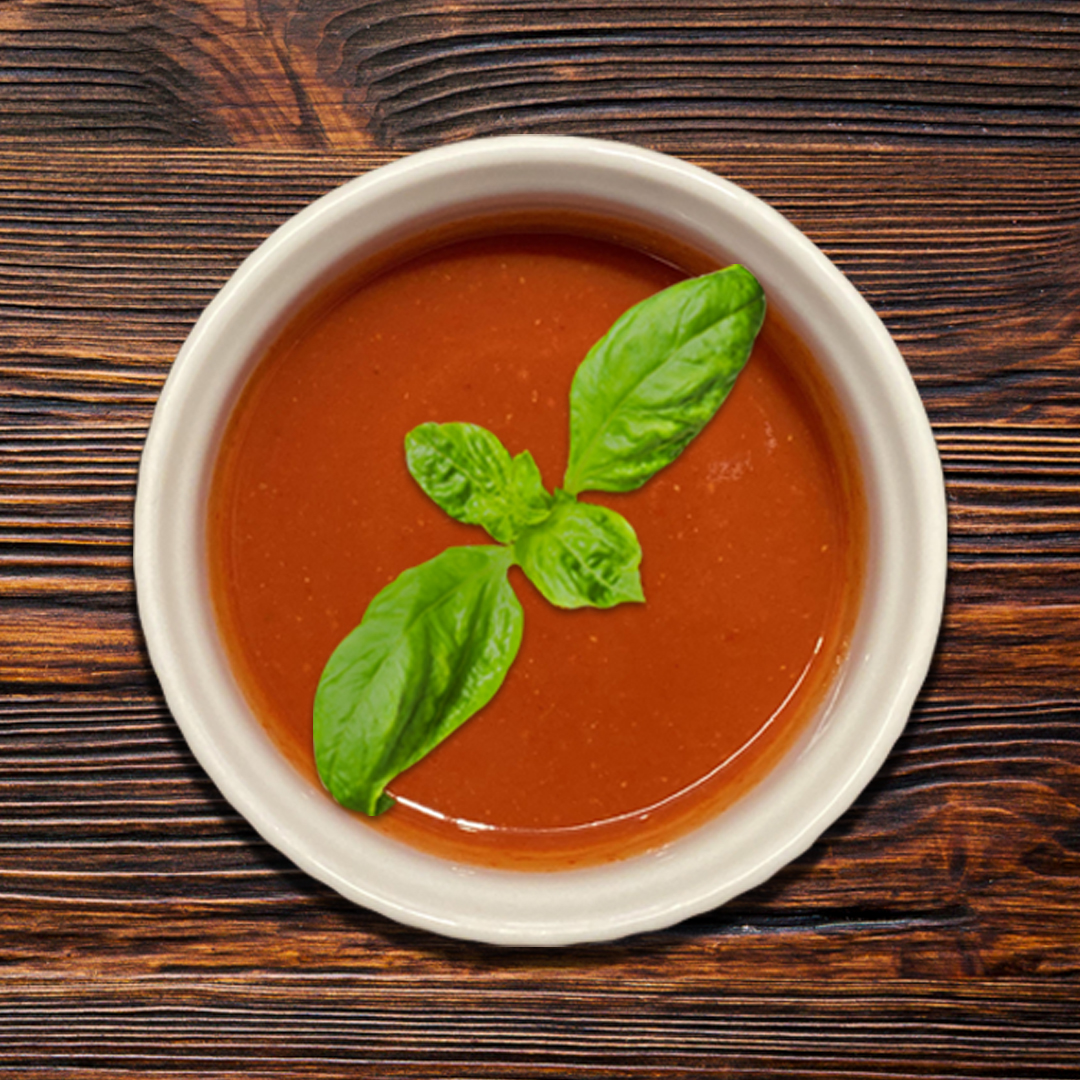

چاشنی (به پهلوی: چاشنیگ و به انگلیسی: Condiment) همان سس یا ادویه است که برای ایجاد مزه ای خاص به غذا افزوده می‌شود. بسیاری از گونه‌های چاشنی همچون رب انار، سویا سس و سس باربیکیو در هنگام پخت غذا به مواد غذایی افزوده می‌شوند. برخی نیز همچون سس تند، سس سیراچا، سس خردل، مایونز و کچاپ پس از پخت غذا و در هنگام خوردن به آن افزوده می‌شوند. یکی از رازهای مهم سرآشپزهای مشهور استفاده از چاشنی‌های خوشمزه برای غذاهای گوناگون است. بی گمان گزینش چاشنی خوب به خوشمزه تر شدن غذا و سالاد می‌انجامد.
به‌طور کلی چاشنی‌ها به موادی گفته می‌شود که برای تأثیر بر مزه و طعم غذاها مورد استفاده قرار می‌گیرد و از این رهگذر باید آن را با ادویه‌ها که برای تأثیر بر روی رنگ و عطر غذاها مورد استفاده قرار می‌گیرند متفاوت دانست.

## چم چاشنی
مرکبی از شکر یا عسل با سرکه یا آب لیمو که به طعامها زنند خوشمزگی را. و قلیه چاشنی دار از آن گویند که قدری شیرین و ترش می‌باشد. در اصطلاح طباخان مخلوطی از ترش و شیرین است که به آش و خورش می‌زنند مانند سکنجبین و سرکه شیره و سرکه قند و امثال آن. مقداری اندک ترشی مانند آب غوره، سرکه و رب انار که بخوراک زنند.
بسیار شراب تلخ چون زهر کز عشق شده ست چاشنی بهر نظامی
یکی دیگر از چم‌های سرواژه چاشنی که در زبان پارسی میانه به آن چاشنیگ یا چاشنیک گفته می‌شد، مزه است.
رطب را من ندانم چاشنی چیست همی بینم که خرما بر نخیل است سعدی
از چاشنی قند مگو هیچ و ز شکر ز آنرو که مرا از لب شیرین تو کام است حافظ
شکر گر چاشنی در جام دارد ز شیرینش حلاوت وام دارد نظامی
همچنین چاشنی را مقدار اندکی از غذا می‌دانستند که برای آزمودن طعم آن بچشند.
که ای شاه نیک‌اختر دادگر تو بی چاشنی دست خوردن مبر فردوسی

## ریشه‌شناسی
بر پایه پژوهش‌های انجام شده، واژه چاشنی برگرفته از ریشه Kweks یا Kwok در زبان‌های هندواروپایی به چم دیدن و نشان دادن بوده‌است.
در زبان اوستایی که از زبان‌های پارسی باستان است، kas, asč و čaš به چم نگاه و مزه کردن آمده‌است. همچنین واژگانی همانند ni-kasa یا همان نگاه و چشمان čašman در پارسی باستان از این ریشه می‌باشند. بنا به فرهنگ زبان ایرانی باستان (کریستین بارتولومه)، چشن čašan- به معنای آموختن بکار گرفته می‌شده‌است.
از واژه‌های چاشنیگ، چاشنیک، چشیتن، چخشیشن و چاشیشن در پارسی میانه به چم مزه، مزه کردن، چشیدن و آموختن بهره گرفته می‌شده‌است. به گفته Henning، در اوراق مانوی به پارتی، چاشنی c’shny و در زبان پهلوی، چاشنیگ c’šnyg و چاشنیک c’šnyk به چم مزه کاربرد داشته‌است.

## بهره گرفتن از چاشنی در غذاهای ایرانی
در ایران باستان، در قرن ۱۰ام قبل از میلاد، زعفران (به پارسی کهن: زرپران به چم گلی که پرهایش مانند زر است؛ در پارسی میانه کرکوم kurkum نام داشت) در عطر، دارو، چای و غذا کاربرد داشت. زعفران ایرانی به‌طور گسترده به وسیله اسکندر و ارتشش مورد استفاده قرار گرفت. آن‌ها زعفران را با چای مخلوط می‌کردند و برنج زعفرانی می‌خوردند. اسکندر، شخصاً، به پیروی از کوروش بزرگ، از زعفران برای استحمام استفاده می‌کرد. او همانند کوروش معتقد بود که زعفران زخم‌ها را درمان می‌کند و با نتیجه گرفتن از این روش، ایمانش به زعفران افزایش یافت.
گلپر نیز خاستگاه ایرانی داشته و گونه‌های معطر آن از دیرباز در آشپزی ایرانی به عنوان ادویه کاربرد دارد.
یکی دیگر از چاشنی‌هایی که از زمان‌های کهن در غذاهای ایرانی به کار برده می‌شد، رب انار است. از آنجایی که انار از روزگاران کهن بومی کشور ایران بوده‌است، رب انار به عنوان چاشنی غذا از دیرباز به وسیله اقوام گوناگون ایرانی مورد استفاده قرار می‌گرفته‌است.
امروزه چاشنی‌های گوناگونی در سراسر جهان برای خشنودی چشایی مردمان و سرشت تنوع طلب آنها به کار گرفته می‌شود و چاشنی‌هایی همچون کچاپ، مایونز، سس‌های فلفل، سیراچا، پاپریکا و هزاران گونه سس و ادویه دیگر از اجزای جدانشدنی میز غذا شمرده می‌شوند.

## انواع چاشنی‌ها
- نمک
- فلفل
- سس گوجه‌فرنگی
- سس چاشنیگ سیراچا

## مشاهده کنید
لیست چاشنی‌ها
لیست چاشنی‌های تند

## نگارخانه

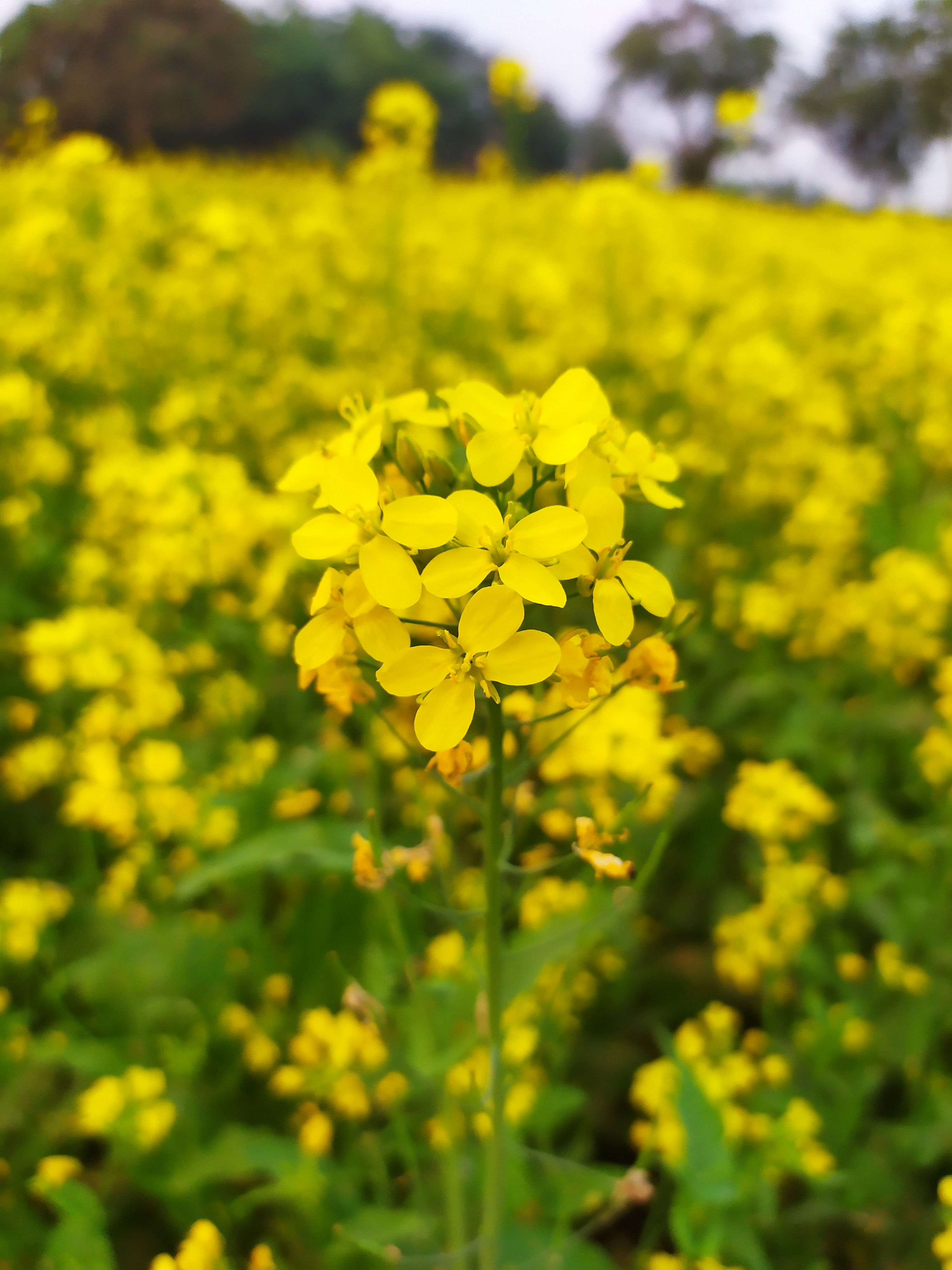
گیاه خردل که مواد اولیه سس خردل است.
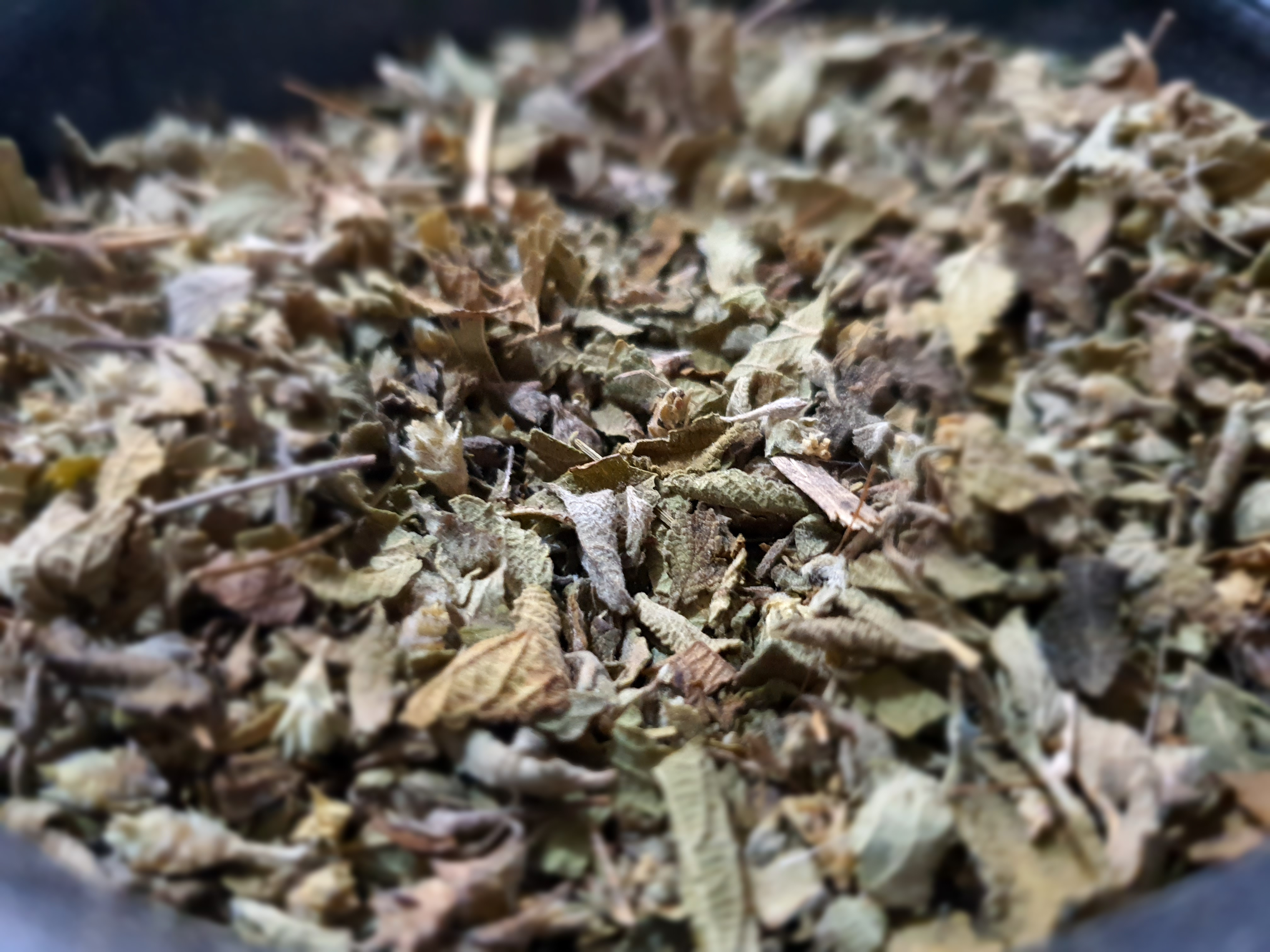
ارگانو نوعی چاشنی گیاهی